# 水戸部功
水戸部 功（みとべ いさお、1979年 - ）は日本の装幀家。

## 経歴
多摩美術大学美術学部情報デザイン学科卒業。メディアアートを専攻。大学在学中から装幀の仕事を始め、のち菊地信義に師事。
2004年、造本装幀コンクール展 審査委員奨励賞受賞。2011年、『ハヤカワ・ポケット・ミステリ』シリーズの装幀で第42回講談社出版文化賞ブックデザイン賞受賞。

## 主な装幀作品
書籍
- これからの「正義」の話をしよう （マイケル・サンデル）
- 虐殺器官［文庫版］（伊藤計劃）
- ハーモニー［文庫版］（伊藤計劃）
- ハヤカワ・ポケット・ミステリ（2010年リニューアル）
- 音楽の在りて （萩尾望都）
- 採用基準（伊賀泰代)
- ファスト＆スロー（ダニエル・カーネマン）
- ポリフォニック・イリュージョン（飛浩隆）
- 息吹（テッド・チャン)
- スタニスワフ・レム・コレクション（国書刊行会）
- 世界は贈与でできている（近内悠太)
- 破局（遠野遥）
- ブルシット・ジョブ（デヴィッド・グレーバー）
- 2030年（ピーター・ディアマンディス、スティーブン・コトラー)
- アジア人物史 全12巻 （集英社）

編著
- 装幀百花 （菊池信義著、水戸部功編）（講談社文芸文庫）
- 現代日本のブックデザイン史 1996-2020（idea No.387. 長田年伸／川名潤／水戸部功編）